# 蒙特波卡化石库
45°33′54″N 11°12′34″E / 45.56500°N 11.20944°E
位于意大利威尼托大区的蒙特波卡化石库（Monte Bolca lagerstätte）是16世纪以来欧洲研究人员最早发现的化石矿床之一，但直到19世纪，当人们意识到这些化石确实是动物遗骸时，才开始对其进行科学研究。此地化石豐富，加上保存狀態十分優良，是世界上最重要的始新世化石产地之一。蒙特波卡化石库的海拔约为900米，其坐标为北纬45° 33′ 54″ ，东经11° 12′ 34″。

## 历史
蒙特波卡的化石至少在16世纪就已经为人所知，并且它们在19世纪被确定为动物遗骸后得到了科学家的深入研究。
蒙特波卡的化石通常由商业化石经销商出售，并且由于它们的受欢迎程度和保存状况非常好，价格通常能达到数百美元。

## 地质学
|  |

严格来说，蒙特波卡是意大利波卡村的一个特定地点，俗称佩夏拉（Pesciara，意为“鱼缸”或“水池”），因为这里发现的始新世鱼类化石品质非常优秀。不过波卡村附近的另外几个地区也拥有丰富的化石，如蒙特波拉尔和蒙特维根（Monte Vegroni），但”蒙特波卡“通常依旧被用于指代波卡村附近的所有化石产区。
在阿尔卑斯造山运动中，蒙特波卡地区从特提斯洋底隆起，这可以分为两个阶段，第一个阶段在5000万至3000万年前，第二个阶段在2400万年前。整个地层由19米（62英尺）的石灰岩层组成，所有这些石灰岩都含有化石，化石保存非常完好的化石库散布其中。

### 地层类型与年代
蒙特波卡的两个主要化石产出地层在始新世时期是热带浅海沿岸海域和泻湖，分別为較老的蒙特波拉尔和較年輕的佩夏拉。

#### 蒙特波拉尔（Monte Postale）
蒙特波拉尔的地层系列厚度为130米，粒灰岩、珊瑚藻石灰岩和粒泥灰岩在其中交替出现，后两者中包含许多鱼类和植物的化石，与“佩夏拉”地层中的化石类似。化石层状相的水平厚度根据其在沉积演替中的位置而不同，但其中的大多数厚度为1米。
该地层的年代是由石灰石微型浮游生物测年法确定的，大约在50.5到49百万年前之间。根据V·卢奇亚尼（V. Luciani）和他的同事的研究，这段时间是早始新世气候最佳的时候。

#### 佩夏拉（Pesciara）
佩夏拉的地层是周围环绕着火山沉积物的石灰岩，它的露头厚度为20米，面积非常小，只有几百平方米。它们是细小的泥晶石灰岩，与鱼类、植物和无脊椎动物的化石紧密层压，基本上位于五个公制水平，与保存有底栖动物的颗粒灰岩交替出现。绝大多数保存完好的蒙特波卡动物化石都发现于佩夏拉的灰色层压石灰岩中。
该地层的年代是由石灰石微型浮游生物测年法确定的，大约在49到48.5百万年前之间。

### 化石
两个地层的层压化石库都是富集化石库（Konservat-Lagerstätten）。层状沉积物没有受到生物扰动的影响，表明沉积地点可能是缺氧泥滩，缺氧和微生物膜在动物体内迅速生长阻止了动物组织腐烂和坏死。
在这些地层中，鱼类和其他物种保存非常好，以至于不仅可以找到器官的化石印记，有时甚至还可以复原动物生前的皮肤颜色。

## 古生物学
- 长丝眼镜鱼（Mene rhombea）的化石，它是蒙特波卡化石库的代表性化石之一
- 蝴蝶始燕鱼（Eoplatax papilio），其化石出现在两块石灰岩板上留下了印记和反印
- 扁硬齿鱼（Pycnodus platessus），它有着坚固的牙齿，适合咬碎珊瑚
- 埃里利托尔托纳鱼（Tortonesia exilis）

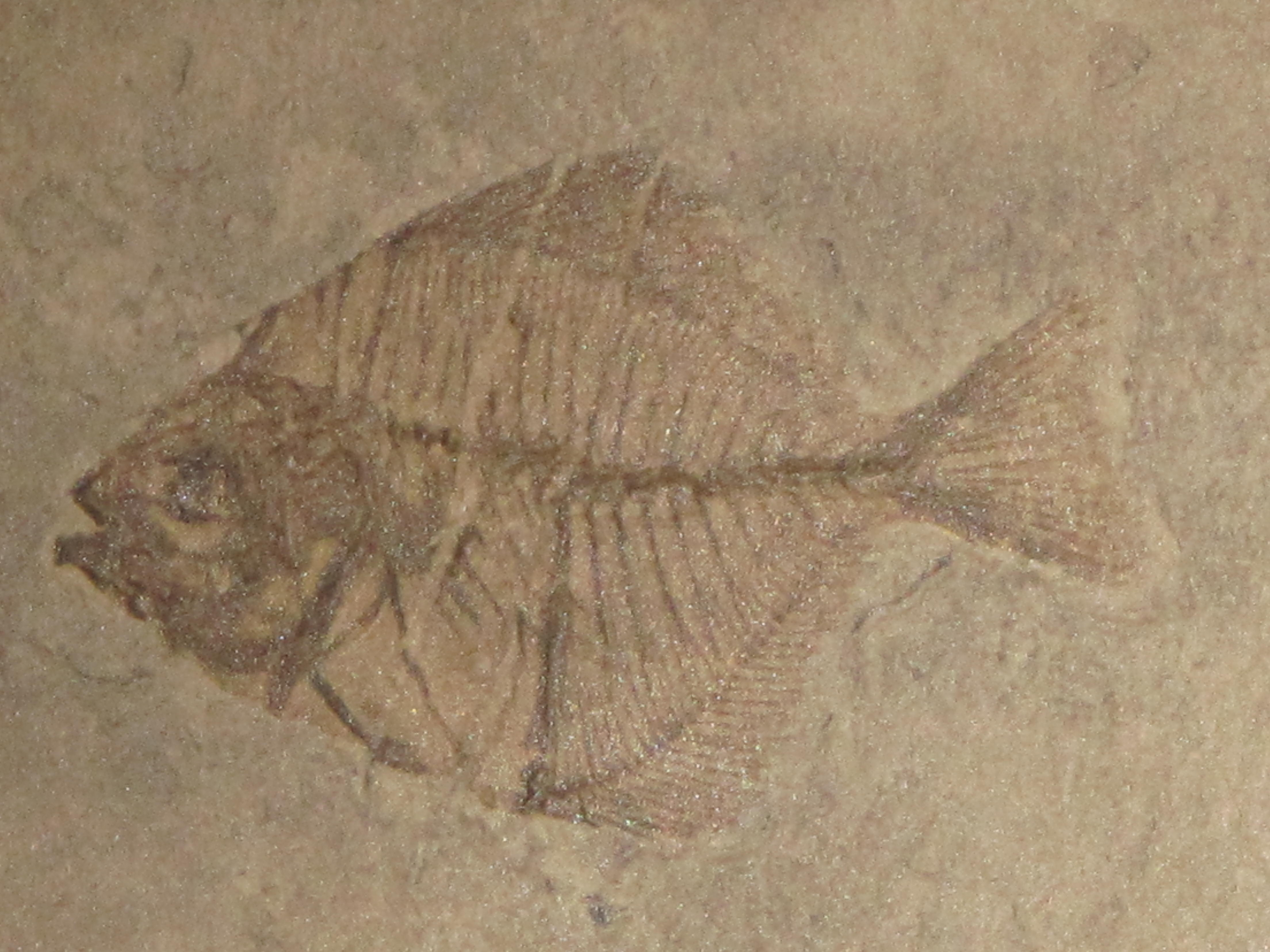
扁体帕萨鱼（Pasaichthys pleuronectiformis）的化石，它是一种小型的银鳞鲳科鱼类

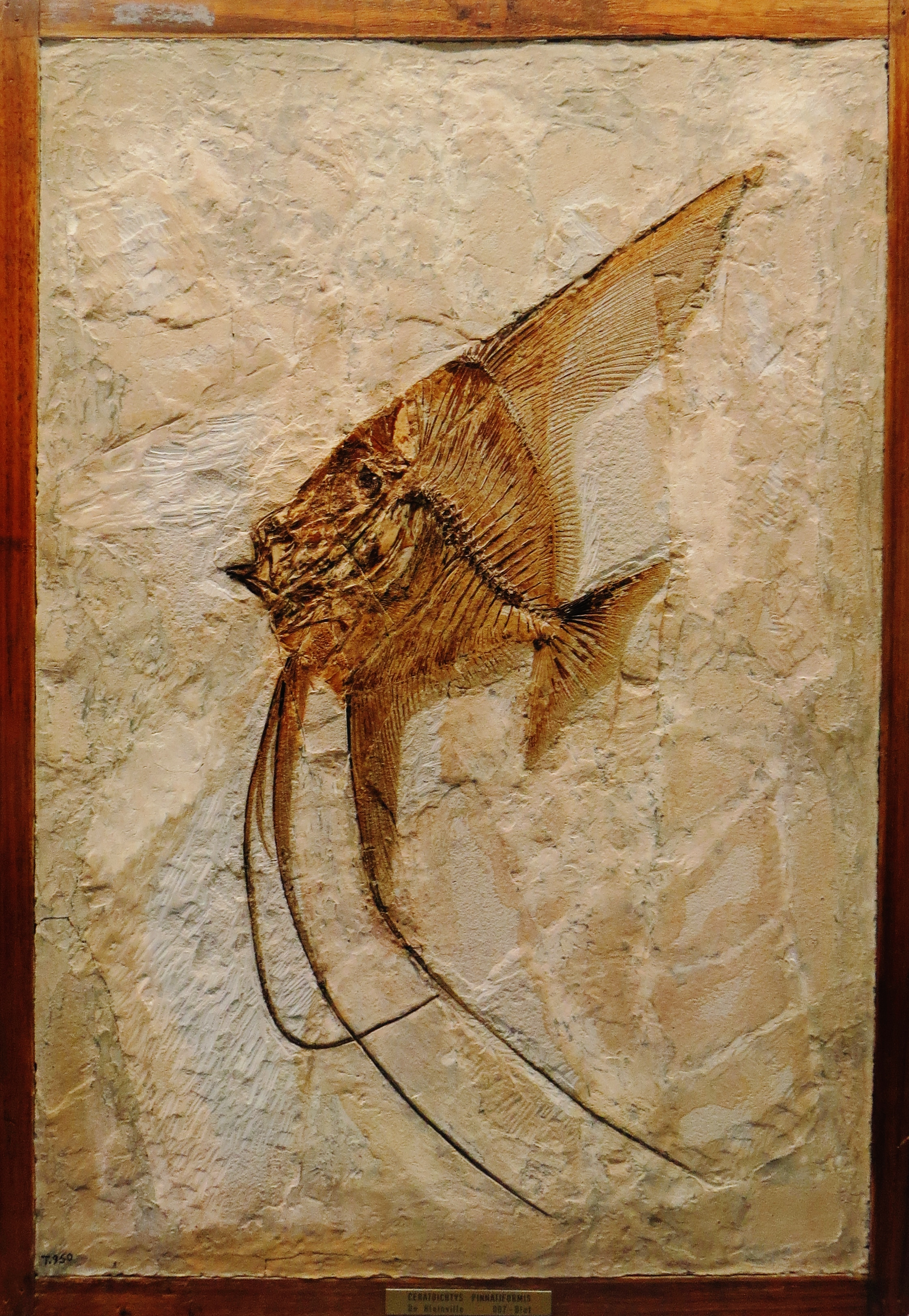
羽状仙鲹（Ceratoichthys pinnatiformis）的化石

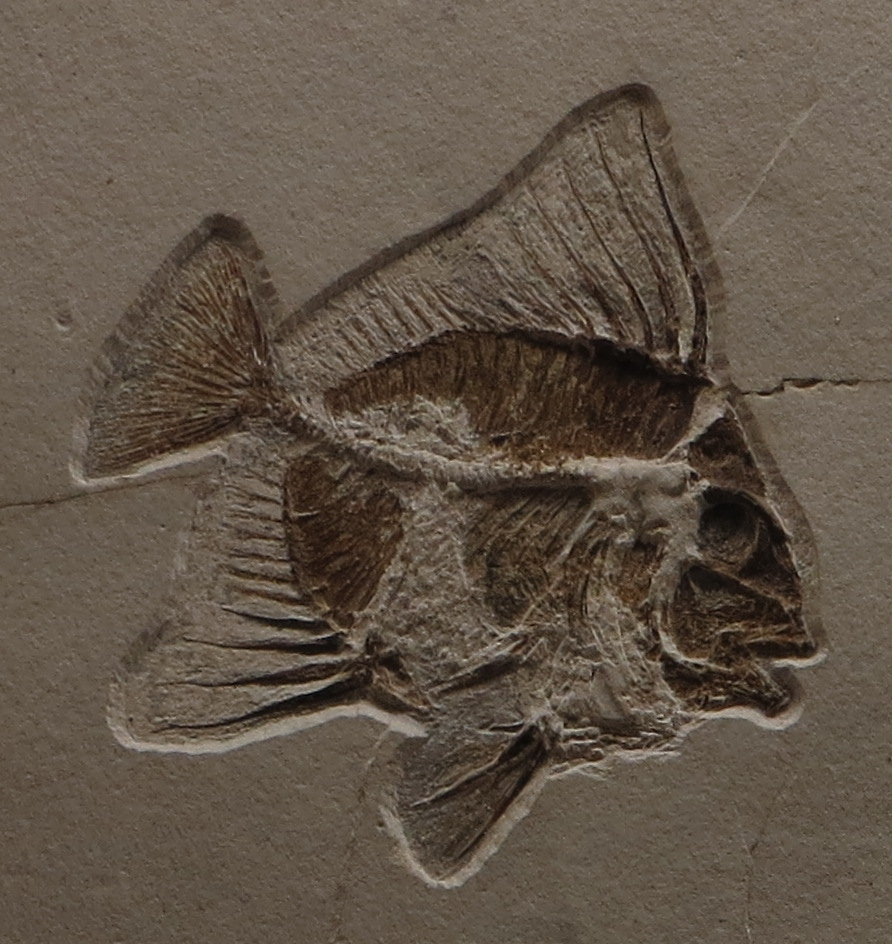
金棘皮鱼（Acanthonemus subaureus）的化石

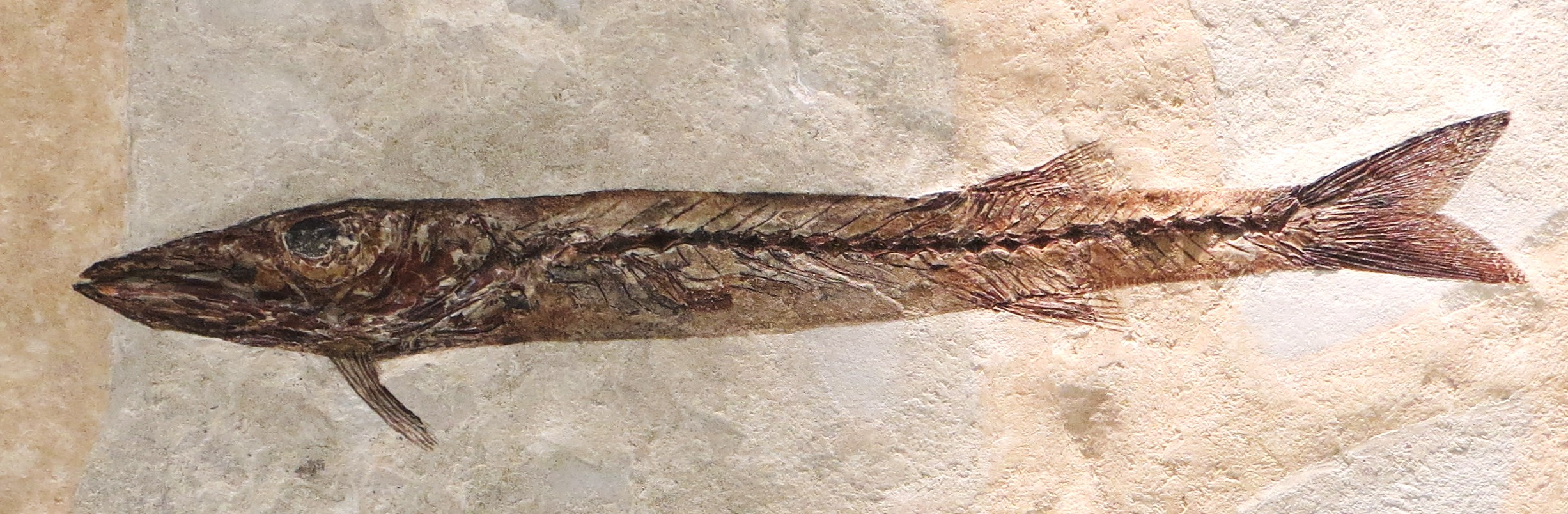
波卡梭鱼（Sphyraena bolcensis）的化石

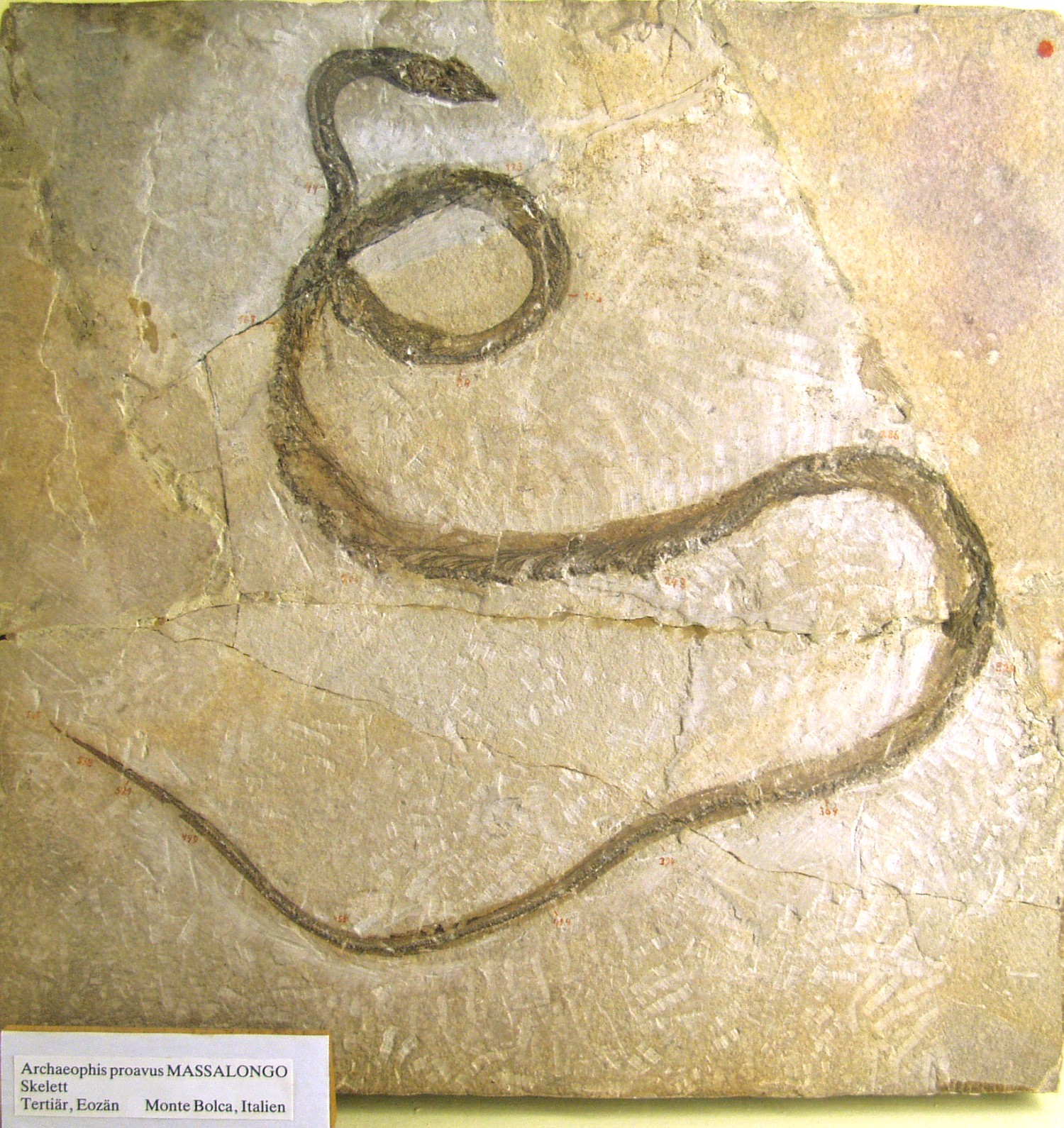
古蛇科的宗始古蛇（Archaeophis proavus），化石位于柏林自然历史博物馆

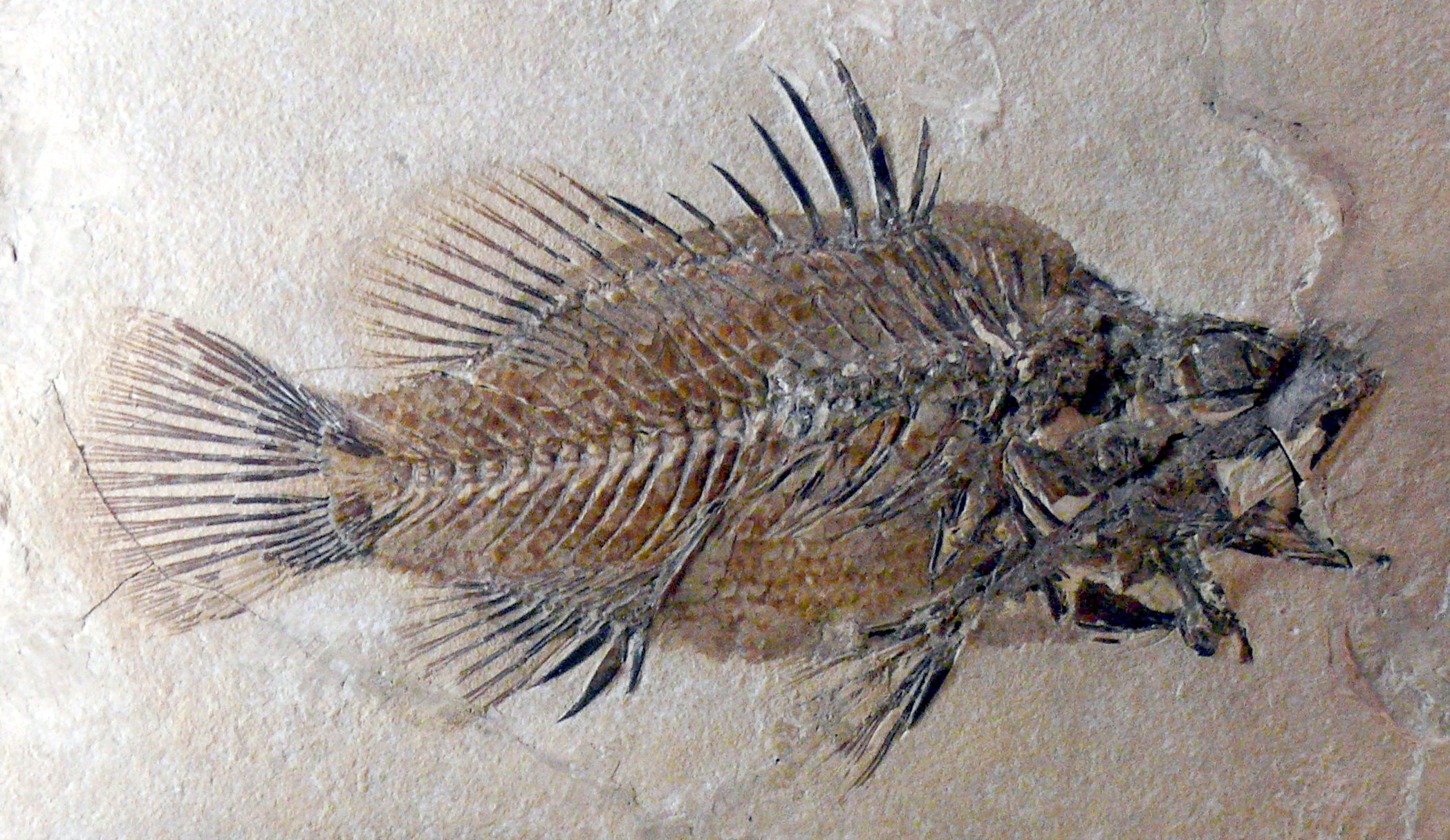
薄身始尖吻鲈（Eolates gracilis），一种已灭绝的尖吻鲈科鱼类，化石位于柏林自然历史博物馆

蒙特波卡化石库的沉积物和化石表明，在古新世－始新世极热事件中，蒙特波卡地区是一片生物多样性非常高的浅海珊瑚礁海域。缺氧环境中的层状沉积物经过多次循环，以化石的形式保存了这里丰富的动植物多样性。
蒙特波卡化石库已经发现了270多种植物，其中既有热带陆生植物（棕榈树等）又有海洋植物（藻类、显花植物等）。
蒙特波卡化石库目前发现了大约有250种鱼类（分属19目90科140属），除了数量非常多的鱼类外，动物群还包括甲壳类、水母、多毛纲蠕虫、有孔虫、软体动物和珊瑚碎片，它们可能经历了二次掩埋。蛇、鸟类羽毛、龟壳和许多昆虫也包含于其中。
以下是较为知名的蒙特波卡动物：

### 辐鳍鱼纲

#### 真鲈形系（传统分类中的鲈形目）
- 薄身始尖吻鲈（Eolates gracilis），尖吻鲈科
- 巨环覆鲈（Cyclopoma gigas），鮨科
- 鳞腺发光鲷（Acropoma lepidotum），发光鲷科
- 低纹锯大眼鲷（Pristigenys substriatus），大眼鲷科
- 小鳍姥鲈（Enoplosus pygopterus），姥鲈科
- 尾翼始圆竺鲷（Eosphaeramia pygopterus），天竺鲷科
- 弗雷泽始天竺鲷（Eoapogon fraseri），天竺鲷科
- 约翰逊波卡天竺鲷（Bolcapogon johnsoni），天竺鲷科
- 少鳍类天竺鲷（Apogoniscus pauciradiatus），天竺鲷科
- 老细棘天竺鲷（Leptolumamia vetula），天竺鲷科
- 天竺鲷科未定种（Apogonidae gen. et sp. indét.）
- 短身竹䇲鱼形鲹（Carangopsis brevis），扁鲹科
- 厚背竹䇲鱼形鲹（Carangopsis dorsalis），扁鲹科
- 维氏铅鱼（Ductor vestenae），铅鱼科
- 早先鰤（Seriola prisca），鲹科
- 蝾螈犁形鲹（Vomeropsis triurus），鲹科
- 羽状仙鲹（Ceratoichthys pinnatiformis），鲹科
- 原始伊斯曼高鲹（Eastmanalepes primaevus），鲹科
- 维罗纳利希鲹（Lichia veronensis），鲹科
- 小头副鲳鲹（Paratrachinotus tenuiceps），鲹科
- 扁体似鲳鲹（Trachicaranx pleuronectiformis），鲹科
- 双角近鲹（Carangodes bicornis），鲹科
- 长丝眼镜鱼（Mene rhombea）和椭圆眼镜鱼（Mene oblonga），两种眼镜鱼科鱼类，蒙特波卡化石矿床的象征
- 长背始鰏（Eoleiognathus dorsalis），鰏科
- 玛丽亚奥塔维安笛鲷（Ottaviania mariae），笛鲷科
- 腹维拉笛鲷（Veranichthys ventralis），笛鲷科
- 叉棘古氏笛鲷（Goujetia crassispina），笛鲷科
- 非凡雷斯尼奥笛鲷（Lessinia horrenda），笛鲷科
- 雷斯尼奥笛鲷属未定种（Lessinia sp.），笛鲷科
- 鲁氏阿氏鲈（Aspesiperca ruffoi），银鲈科
- 普通翼牙鲷（Sparnodus vulgaris），鲷科，[11]与牙鲷属关系较近
- 小口假翼牙鲷（Pseudosparnodus microstomus），鲷科[11]
- 蒙克斯艾拉锯鲷（Ellaserrata monksi），鲷科[11]
- 小齿精致主鲷（Abromasta microdon），鲷科[11]
- “小齿牙鲷”（"Dentex microdon"），鲷科
- “腹牙鲷”（"Dentex ventralis"），鲷科
- 索宾类羊鱼（Quasimullus sorbinii），类羊鱼科
- 下弧鳒体鲳（Psettopsis subarcuatus），大眼鲳科
- 拉泰拉鳒体鲳（Psettopsis latellai），大眼鲳科
- 扁体帕萨鱼（Pasaichthys pleuronectiformis），大眼鲳科
- 粗古棘白鲳（Archaephippus asper），白鲳科
- 蝴蝶始燕鱼（Eoplatax papilio），白鲳科
- 帆埃克塞利亚鱼（Exellia velifer），白鲳科的一个化石种
- ?高身燕鱼（Platax altissimus），白鲳科化石种
- 宽额始金钱鱼（Eoscatophagus frontalis），金钱鱼科
- 奥尔夫古雀鲷（Palaeopomacentrus orphae），雀鲷科
- 奥利汉洛伦兹雀鲷（Lorenzichthys olihan），雀鲷科
- 弗朗西斯科索宾雀鲷（Sorbinichromis francescoi），雀鲷科
- 维罗纳曙杜父鱼（Eocottus veronensis），曙杜父鱼科
- 佩夏拉巴桑鱼属（Bassanichthys pesciaraensis），始杜父鱼科
- 索宾罗伯坦鱼（Robertannia sorbiniorum），罗伯坦鱼科
- 格兰德亨德里克斯鱼（Hendrixella grandei），罗伯特安鱼科
- 裂尾维罗纳橙鱼（Veronabrax schizurus），真鲈形系地位未定
- 蜡拟伏打星鲈（Voltamulloides ceratorum），真鲈形系地位未定
- 十五副列牙鯻（Parapelates quindecimalis），真鲈形系地位未定
- 邪翼吉米泰勒鱼（Jimtylerius temnopterus），真鲈形系地位未定
- 洛氏帕瓦罗蒂鱼（Pavarottia lonardonii），真鲈形系地位未定
- 安纳马里蒙特波拉尔鱼（Montepostalia annamariae），真鲈形系地位未定
- 腔肛布洛特鱼（Blotichthys coleanus），真鲈形系地位未定
- 波卡侏鲈（Pygaeus bolcanus），真鲈形系地位未定
- 华贵侏鲈（Pygaeus nobilis），真鲈形系地位未定
- 颈槽侏鲈（Pygaeus nuchalis），真鲈形系地位未定
- 卵圆软侏鲈（Malacopygaeus oblongus），真鲈形系地位未定
- 古吉利特鲈（Gillidia antiqua），真鲈形系地位未定
- 萨氏布雷迪尾鲈（Bradyurus szainochae），真鲈形系地位未定
- 默尔格里特弗里格鱼（Frigoichthys margaritae），真鲈形系地位未定
- 轮形弗瑞普鲈（Frippia labroiformis），真鲈形系地位未定
- 敏奇欧提波卡拟鳞鲈（Squamibolcoides minciottii），真鲈形系地位未定
- 波卡梭鱼（Sphyraena bolcensis），梭鱼科
- 埃里利托尔托纳鱼（Tortonesia esilis），托尔托纳鱼科
- 波洛特始盔鱼（Eocoris bloti），隆头鱼科
- 长鳍叶咽齿鱼（Phyllopharyngodon longipinnis），隆头鱼科
- 兰迪尼贝氏隆头鱼（Bellwoodilabrus landinii），隆头鱼科
- “瓦氏隆头鱼”（"Labrus valenciennesi"），隆头鱼亚目地位未定
- 尾斑索宾鱼（Sorbinia caudopunctata），隆头鱼亚目地位未定
- 肠尾丽翼鱼（Callipteryx recticaudus），丽翼鱼科
- 华美丽翼鱼（Callipteryx speciosus），丽翼鱼科
- “大頭鰕虎”（"Gobius microcephalus"），鰕虎亞目地位未定
- 维罗纳始菱鲷（Eoantigonia veronensis），羊鲂科
- 策伊希策索宾鲈（Sorbiniperca scheuchzeri），索宾鲈科
- 索宾索宾方鲷（Sorbinicapros sorbiniorum），索宾鲈科
- 安氏佐尔津鱼（Zorzinichthys annae），佐尔津鱼科[12]
- 亚黄刺覆鱼（Acanthonemus subaureus），刺覆鱼科
- 棘鲁氏蓝子鱼（Ruffoichthys spinosus），蓝子鱼科
- 班尼科夫鲁氏蓝子鱼（Ruffoichthys bannikovi），蓝子鱼科
- 马卡里特阿氏蓝子鱼（Aspesiganus margaritae），蓝子鱼科
- 阿格西棘蓝子鱼（Acanthopygaeus agassizi），蓝子鱼科
- 细原刺尾鱼（Proacanthurus tenuis），刺尾鲷科
- 博纳托原刺尾鱼（Proacanthurus bonatoi），刺尾鲷科
- 卵形原刺尾鱼（Proacanthurus ovalis），刺尾鲷科
- 长身原刺尾鱼（Proacanthurus elongatus），刺尾鲷科
- 维罗纳后刺尾鱼（Metacanthurus veronensis），刺尾鲷科
- 平额始兰道鱼（Eorandallius rectifrons），刺尾鲷科
- 秀丽始兰道鱼（Eorandallius elegans），刺尾鲷科
- 马氏似刺尾鲷（Acanthuroides massalongoi），刺尾鲷科
- 莱辛雷曼鱼（Lehmanichthys lessiniensis），刺尾鲷科
- 伊曼纽尔后棘鱼（Metaspisurus emmanueli），刺尾鲷科
- 轮斑佩夏鱼（Pesciarichthys punctatus），刺尾鲷科
- 鲍德温弗里格索宾鱼 Frigosorbinia baldwinae），刺尾鲷科
- 颈带泰勒鱼（Tylerichthys nuchalis），刺尾鲷科
- 米兰泰勒鱼（Tylerichthys milani），刺尾鲷科
- 布洛特原高鳍刺尾鱼（Protozebrasoma bloti），刺尾鲷科
- 索宾尼索宾图尔鱼（Sorbinithurus sorbinii），刺尾鲷科
- 帕氏陶鱼（Tauichthys padremenini），刺尾鲷科
- 阿氏陶鱼（Tauichthys aspesae），刺尾鲷科
- 维氏加佐拉鱼（Gazolaichthys vestenanovae），刺尾鲷科
- 高德利帕瓦多图尔鱼（Padovathurus gaudryi），刺尾鲷科
- 短吻始镰鱼（Eozanclus brevirostris），一种与现生镰鱼非常相似的镰鱼科鱼类
- 加佐拉马萨长鱼（Massalongius gazolai），马萨长鱼科
- 布伦维罗纳焰河鲈（Veronaphleges brunae），欧扎焰河鲈科
- 华美拟舵鲣 （Pseudauxides speciosus），一种早期鲭科鱼类[13]
- 原翼仿舵鲣（Auxides propterygius），一种早期鲭科鱼类
- 矛形戈氏鲭（Godsilia lanceolata），鲭科[13]
- 波卡似鲔鲭（Thunnoscomberoides bolcensis），鲭科
- 长吻波氏鱼（Blochius longirostris），一种原始旗鱼
- 大鳍波氏鱼（Blochius macropterus），一种原始旗鱼
- 佐尔津古喙鱼（Palaeorhynchus zorzini），与现代旗鱼类似（古喙鱼科）
- 波拉尔佐尔津鲳（Zorzinia postalensis），长鲳科
- 忆勤类丽鱼（Quasicichla mucistonaver），真鲈形系地位未定
- 多棘副侏鲈（Parapygaeus polyacanthus），真鲈形系地位未定

#### 鲱形目
它们是蒙特波卡种群数量最多的鱼类，但种类并不多。
- 锐尾鳍波卡鲱（Bolcaichthys catopygopterus），鲱科，蒙特波卡数量最多的鱼
- 波卡托氏鲱（Trollichthys bolcensis），鲱科
- 让维耶始西鲱（Eoalosa janvieri），鲱科[14]
- 法氏始鳀（Eoengraulis fasoloi），鳀科

#### †埃笠姆鲱目
- 幸存始新埃笠姆鲱（Eoellimmichthys superstes），副鲱科，目前已知的最后一种海生埃笠姆鲱类

#### 海龙鱼目
- 耙形喙吻鱼（Ramphosus rastrum），喙吻鱼科
- 双锯喙吻鱼（Ramphosus biserratus），喙吻鱼科
- 双边尾楔鱼（Urosphen dubius），尾楔鱼科
- 波卡始管口鱼（Eoaulostomus bolcensis），管口鱼科
- 纤细始管口鱼（Eoaulostomus gracilis），管口鱼科
- 尤尔根森骨海龙（Synhypuralis jurgenseni），管口鱼科
- 班为兰骨海龙（Synhypuralis banisteri），管口鱼科
- 长身尤尔根森海龙（Jurgensenichthys elongatus），管口鱼科
- 维伦巨管口鱼（Macroaulostomus veronensis），管口鱼科
- 亡羽泰勒管口鱼（Tyleria necopinnata），管口鱼科
- 泰勒拟管口鱼（Aulostomoides tyleri），管口鱼超科地位未定
- 波卡喙节管口鱼（Aulorhamphus bolcensis），管口鱼科
- 卡佩林喙节管口鱼（Aulorhamphus capellinii），管口鱼科
- 基氏喙节管口鱼（Aulorhamphus chiarasorbiniae），管口鱼科
- 卡氏维罗纳喙节管口鱼（Veronarhamphus canossae），管口鱼科
- 卡尔内瓦莱佩夏喙节管口鱼（Pesciarhamphus carnevalei），管口鱼科
- 长吻副海龙（Parasynarcualis longirostris），副海龙科的唯一成员，与现生烟管鱼科关系较近
- 维伦拟烟管鱼（Fistularioides veronensis），与现生烟管鱼科关系较近的拟烟管鱼科鱼类
- 叶鳞拟烟管鱼（Fistularioides phyllolepis），与现生烟管鱼科关系较近的拟烟管鱼科鱼类
- 后翼假海龙（Pseudosyngnathus opisthopterus），与现生烟管鱼科关系较近的拟烟管鱼科鱼类
- 罗比内副虾鱼（Paraeoliscus robinetae），副虾鱼科
- 长吻拟虾鱼（Aeoliscoides longirostris），虾鱼科
- 维勒虾鱼（Paramphisile weileri），虾鱼科
- 黑克勒海龙（"Syngnathus heckeli"），海龙科
- 波卡海龙（"Syngnathus bolcensis"），海龙科
- 勒氏古海龙（Prosolenostomus lessinii），海龙科
- 优美拟剃刀鱼（Solenorhynchus elegans），可能属于剃刀鱼科
- 短沟茎嘴剃刀鱼（Calamostoma breviculum），剃刀鱼科
- 奇异翼头鲂鮄（Pterygocephalus paradoxus），翼头鲂鮄科

#### 鳗鲡目
- 鳃盖拟鳗鲡（Anguilloides branchiostegalis），拟鳗鲡科
- 鲁氏维罗纳鳗（Veronanguilla ruffoi），拟鳗鲡科
- 雷曼米兰鳗（Milananguilla lehmani），米兰鳗科
- 小鳍始鳗鲡（Eoanguilla leptoptera），与现生鳗鲡属关系较近的鳗鲡科鱼类
- 虎纹副鳗鲡（Paranguilla tigrina），与现生鳗鲡属关系较近的副鳗鲡科鱼类
- 短尾左泽拉鳗（Dalpiaziella brevicauda），与现生鳗鲡属关系较近的副鳗鲡科鱼类
- 扁棘伏打康吉鳗（Voltaconger latispinus），康吉鳗科
- 巴氏波卡康吉鳗（Bolcyrus bajai），康吉鳗科
- 极美波卡康吉鳗（Bolcyrus formosissimus），康吉鳗科
- 黑克勒副康吉鳗（Paracongroides heckeli），康吉鳗科
- 短身白齿拟鯙（Whitapodus breviculus），拟鯙科
- 腹古鯙（Proteomyrus ventralis），古鯙科
- 锋尾戈斯林蛇鳗（Goslinophis acuticaudus），蛇鳗科
- 波卡帕多瓦鳗（Patavichthys bolcensis），帕多瓦鳗科
- 短头波卡鳗（Bolcanguilla brachycephala），鳗鲡目地位未定
- 全翼加佐拉齿鳗（Gazolapodus homopterus），鳗鲡目地位未定

#### †坚齿鱼目
- 扁硬齿鱼（Pycnodus platessus），硬齿鱼科
- 团古巴利桩鱼（Palaeobalistum orbiculatum），硬齿鱼科
- 维伦努萨尔鱼（Nursallia veronae），硬齿鱼科
- 伞序腹巴利桩鱼（Abdobalistum thyrsus），硬齿鱼科

#### †叉颌鱼目
- 巨鳍普拉廷鱼（Platinx macropterus），厚根齿鱼科

#### 骨舌鱼目
- 波卡弗雷鱼（Foreyichthys bolcensis），弗雷鱼科
- 卡图利三鳍鱼（Thrissopterus catullii），巴西骨舌鱼科
- 巨单鳍骨舌鱼（Monopteros gigas），骨舌鱼目地位未定

#### 非耳鳔派
- 薄星腔腹虱目鱼（Coelogaster leptostea），一种与现生虱目鱼关系较近的鼠鱚目鱼类
- 大盖拟虱目鱼（Chanoides macropoma），一种与现生虱目鱼关系较近的鼠鱚目鱼类

#### 仙女鱼目
- 犬全骨蜥鱼（Holosteus esocinus），魣蜥鱼科

#### 月鱼目
- 旗月鱼属未定种（Velifer sp.），旗月鱼科
- 索宾维罗纳旗月鱼（Veronavelifer sorbinii），旗月鱼科
- 安德鲁维顿旗月鱼（Wettonius angeloi），旗月鱼科
- 秀丽低月鱼（Bajaichthys elegans），低月鱼科
- “翱翔海蛾鱼”（"Pegasus" volans），月鱼目地位未定

#### 鼬魚目
- “转环鼬鱼”（"Ophidium" voltianum），鼬鱼科

#### 鮟鱇目
- 短体卡氏鮟鱇（Caruso brachysomus），鮟鱇科[15]
- 非凡沙氏鮟鱇（Sharfia mirabilis），鮟鱇科
- 巴萨尼艺带躄鱼（Histionotophorus bassanii），臂钩躄鱼科
- 长鳍奥氏躄鱼（Orrichthys longimanus），臂钩躄鱼科
- 巴布蒂始躄鱼（Eophryne barbutii），躄鱼科
- 斯奎尔塔库斯蝙蝠鱼（Tarkus squirei），棘茄鱼科[16]

#### 银汉鱼目
- ?大头真银汉鱼（Atherina macrocephala），银汉鱼科
- 拟魣蜥鱼喙颚鱼（Rhamphognathus paralepoides），喙颚鱼科
- 特鲁齐拉氏颚鱼（Latellagnathus teruzzii），中腹银汉鱼科
- 拟梭鱼中腹银汉鱼（Mesogaster sphyraenoides），中腹银汉鱼科

#### 颌针目
- 飞行喙飞鱼（Rhamphexocoetus volans），飞鱼科
- “长鳍鳀”（"Engraulis" evolans），飞鱼科
- 爱德华鱵（Hemiramphus edwardsi），鱵科

#### 金鳞鱼目
- 薄棘波卡金眼鲷（Berybolcensis leptacanthus），金鳞鱼科
- 大头始棘鳞鱼（Eoholocentrum macrocephalum），金鳞鱼科
- 披针联中鳂（Tenuicentrum lanceolatum），金鳞鱼科

#### 鲽形目
- 矛盾原鲽（Amphistium paradoxum），原鲽科
- 沙内异泳鲽（Heteronectes chaneti），原鲽科
- 小体始鲆（Eobothus minimus），鲽形目地位未定

#### 鲀形目
- 奥氏古棘鲀（Protacanthodes ombonii），三刺鲀科
- 尼姆斯古棘鲀（Protacanthodes nimesensis），三刺鲀科
- 楔形棘刺鲀（Spinacanthus cuneiformis），一种与现生鳞鲀科和箱鲀科关系较近的古鳞鲀科鱼类
- 皇家古鳞鲀（Protobalistum imperiale），一种与现生鳞鲀科和箱鲀科关系较近的古鳞鲀科鱼类
- 瓦里波卡鳞鲀（Bolcabalistes varii），波卡鳞鲀科
- 达氏始棘鲀（Eospinus daniltshenkoi），波卡鳞鲀科
- 疑惑原六棱箱鲀（Proaracana dubia），六棱箱鲀科
- 索宾尼始角箱鲀（Eolactoria sorbinii），箱鲀科
- 布洛特始辫鲀（Eoplectus bloti），始辫鲀科
- 卵圆略鲀（Zignoichthys oblongus），略鲀科
- 侏始四齿鲀（Eotetraodon pygmaeus），四齿鲀科
- 塔文始四齿鲀（Eotetraodon tavernei），四齿鲀科
- 细棘古刺鲀（Prodiodon tenuispinus），刺鲀科
- 猬形古刺鲀（Prodiodon erinaceus），刺鲀科
- 多刺七齿刺鲀（Heptadiodon echinus），刺鲀科
- 福尔纳谢罗略齿刺鲀（Zignodon fornasieroae），刺鲀科
- 椭圆齐格诺鲀（Zignoichthys oblongus），齐格诺鲀科

#### 棘鳍亚派（地位未定）
- 神秘皮特恶鱼（Pietschellus aenigmaticus）
- 镰形剑鳍鱼（Xiphopterus falcatus）
- 伊塞尔爪鳞鱼（Oncolepis isseli）
- 波卡原笛形鱼（Protoaulopsis bolcensis）
- ?枕鮨（Serranus occipitalis），鮨科

### 软骨鱼纲

#### 真鲨目
- 居维叶翅鲨（Galeorhinus cuvieri，[17]可能为居维叶风锯尾鲨（Physogaleus cuvieri））[18]），皱唇鲨科
- 星齿狐形鲨（Alopiopsis plejodon），真鲨科
- 波卡始锯尾鲨（Eogaleus bolcensis），真鲨科[17]

#### 鼠鲨目
- 勒里什短锥齿鲨（Brachycarcharias lerichei），锥齿鲨科[17]

#### 须鲨目
- 艾米莉梅斯特鲨（Mesiteia emiliae），长尾须鲨科

#### 犁头鳐目
- 德赞假犁头鳐 （Pseudorhinobatos dezignii），犁头鳐科
- 波卡团扇鳐（Platyrhina bolcensis），团扇鳐亚科
- 吉甘特团扇鳐（Platyrhina gigantea），团扇鳐亚科
- 艾格顿团扇鳐（Platyrhina egertoni），团扇鳐亚科

#### 电鳐目
- 莫利泰坦电鳐（Titanonarke molini），单鳍电鳐科

#### 燕魟目
- “多棘魟”（"Dasyatis" muricata），魟科
- “德赞魟”（"Dasyatis" dezignoi），魟科
- 神秘莱西尼亚魟（Lessiniabatis aenigmatica），魟总科
- 加佐拉古鲼（Promyliobatis gazolai），蝠鲼科
- “粗尾扁魟”（"Urolophus" crassicaudatus），扁魟科

### 鳄鱼
- 胜利鳄（Crocodilus vicetinus）

### 蛇
- 波卡怪蛇（Anomalophis bolcensis）
- 宗始古蛇（Archaeophis proavus），古蛇科

### 软甲纲
- 德氏长须龙虾（Justitia desmaresti），龙虾科
- 波卡拟蝉虾（Scyllarides bolcensis），蝉虾科
- 古老小琴虾蛄（Lysiosquilla antiqua），口足目
- 莱辛假虾蛄（Pseudosquilla lessinea），口足目
- 团水虱属未定种（Sphaeroma sp.），团水虱科
- 维罗纳异团水虱（Heterosphaeroma veronensis），团水虱科

### 昆虫
- 鲁氏海黾（Halobates ruffoi），黾蝽科
- 强壮波卡泰坦蜓（Bolcathemis nervosa），蜻蛉目
- 奇异波卡心蜓（Bolcacordulia paradoxa），蜻蛉目
- 色彩波卡结蟌（Bolcathore colorata），均翅亚目
- 波卡蠼螋（Forficula bolcensis），蠼螋科

### 腔肠动物门
- 波卡单猎水母（Simplicibrachia bolcensis），根口水母目

### 软体动物
- 波卡蟹守螺（Cerithium bolcanum），蟹守螺科
- 波纹阿图尔鹦鹉螺（Aturia ziczac），鹦鹉螺科

### 腕足动物门
- “富马内穿孔贝”（"Terebratula" fumanensis）

### 植物化石
遗迹分类学（ichnotaxonomy）中一个更有趣的谜题是来自蒙特波卡的化石，最初名为曲张动藻迹（Zoophycos caput-medusae），以前认为它们是遗迹化石，但后来被发现是植物，法国动物学家亨利·米尔恩·爱德华兹于1866年将其描述为一种藻类。意大利古植物学家阿布拉莫·巴托洛梅奥·马萨隆戈将他在1855年之前收集的模式标本保存于维罗纳自然历史博物馆（Natural History Museum of Verona），其被保存在平版印刷用石灰石上下板中。
1926年，意大利植物学家阿希尔·福蒂（Achille Forti）（1878年11月28日——1937年2月11日，维罗纳人）研究这些标本时将它们描述为一种曾生活在始新世的沿海水域的海棕榈属褐藻。他将该物种重新命名为曲张海棕榈（Postelsia caput-medusae），该属只有一个现存物种，其发现者弗朗兹·约瑟夫·鲁普雷希特在1852年将其描述为棕榈形海棕榈（Postelisia palmaeformis）。鲁普雷希特的模式标本来自加利福尼亚州酒窖湾，但该地区位于太平洋沿岸。海棕榈的底部附着在岩石上，距底部大约5厘米（2.0英寸）到10厘米（3.9英寸）的复叶之间有一个茎状的柄，叶子在涨潮时垂直悬浮于水中，但低潮时会从柄上掉落。
奇怪的是，马萨隆戈于1855年在该矿床收集并描述的其他标本实际上是遗迹化石，只有这一个是植物。